# Джейд Кері
Джейд Кері (нар. 27 травня 2000, Фінікс, Аризона) — американська гімнастка. Олімпійська чемпіонка 2020 в Токіо у вільних вправах. Чемпіонка світу в команді, багаторазова призерка чемпіонатів світу. Спеціалістка в опорному стрибку та вільних вправах.

## Біографія
Народилась в Фініксі, Аризона, в родині Браяна Кері та Даніель Мітчел-Грінберг. Має трьох братів та сестер: Алексіс, Таєва, Зендон. Після закінчення середньої школи 2018 року навчається в Університеті штату Орегон.

## Спортивна кар'єра
Батьки володіють спортивним залом, тому з народження в ньому грала. З дворічного віку займається спортивною гімнастикою у свого батька Браяна Кері.

#### 2017
На дебютному чемпіонаті світу, що проходив у жовтні в Монреалі, здобула два срібла в фіналі в опорному стрибку та вільних вправах.

#### 2018
На чемпіонаті США посіла 6 місце в багатоборстві та виборола дві нагороди в окремих видах: бронзу — в опорному стрибку та срібло — у вільних вправах. За результатами чемпіонату потрапила до команди США на Панамериканський чемпіонат, де здобула три перемоги: в команді, в опорному стрибку та вільних вправах.
В чемпіонаті світу в Досі, Катар, участь не брала, тому що вирішила здобувати індивідуальну олімпійську ліцензію на Літні Олімпійські ігри 2020 у Токіо, Японія, через серію етапів Кубка світу в окремих видах 2018—2020 років.
На етапі Кубку світу в Котбусі здобула срібло в опорному стрибку та п'яте місце у вільних вправах.

#### 2019
На Кубку світу в Баку здобула впевнені перемоги в опорному стрибку та вільних вправах.
На Кубку світу в Досі додала ще дві перемоги в опорному стрибку та вільних вправах.
На чемпіонаті світу 2019 року у командному фіналі разом з Сімоною Байлз, Суніса Лі, Карою Ікер та Грейс Мак-Калум здобула золото, а в опорному стрибку додала срібло.

#### 2020
На Кубку світу в Мельбурні здобула впевнені перемоги в опорному стрибку та вільних вправах та з 90 очками в кожному виді не залишила теоретичних шансів суперницям випередити її в боротьбі за індивідуальну олімпійську ліцензію за два етапи до кінця серії етапів Кубка світу в окремих видах 2018—2020 років.

#### 2021
На Зимовому кубку в лютому виконувала три вправи: другий результат продемонструвала в опорному стрибку, на різновисоких брусах була шостою, а на колоді — дев'ятою.
На чемпіонаті США посіла шосте місце в багатоборстві та відібралась на олімпійські випробовування.
Через травму ноги на олімпійських випробовуваннях у другий день змагань не виконувала опорний стрибок та вільні вправи, посіла 16 місце, тому не потрапила до складу команди США на Олімпійські ігри в Токіо, Японія. Братиме участь в Олімпійських іграх в Токіо, Японія, в індивідуальній програмі завдяки особистій олімпійській ліцензії, яку здобула за підсумками серії етапів Кубка світу в окремих видах 2018—2020 років.
На Олімпійських іграх в Токіо, Японія, в статусі індивідуальної гімнастки в кваліфікації продемонструвала дев'ятий результат в багатоборстві (третій результат в збірній США після Сімони Байлс та Суніси Лі), а також другою була в опорному стрибку та третьою у вільних вправах. Через зняття Сімони Байлс взяла участь у фіналі багатоборства, де продемонструвала восьмих результат. У фіналі опорного стрибка, де за відсутності Сімони Байлс була основною претенденткою на перемогу, у першому стрибку через помилку у відштовхуванні продемонструвала значно менший за складністю стрибок (3,3 замість 6,0), позбавивши себе шансів на медаль та замкнувши фінішний протокол. На наступний день у фіналі вільних вправ скористалась останньою можливістю на медаль та здобула перемогу, отримавши на 0,266 балів більше, ніж в кваліфікації.

## Особисте життя
19 березня 2025 року Кері на своїй інстаграм-сторінці здійснила публічний камінг-аут як лесбійка, повідомивши що зустрічається з Еймі Сінакола. Це був перший раз, коли Кері публічно заговорила про свою сексуальність. Багато колег-гімнастів Кері та олімпійців прокоментували публікацію, висловивши свою підтримку.

## Результати на турнірах
| Рік  | Змагання                         | КБ | ІБ | Опорний стрибок | Різновисокі бруси | Колода | Вільні вправи |
| ---- | -------------------------------- | -- | -- | --------------- | ----------------- | ------ | ------------- |
| 2017 | Чемпіонат світу                  |    |    | 2               |                   |        | 2             |
| 2018 | Чемпіонат США                    |    | 6  | 3               | 15                | 9      | 2             |
| 2018 | Панамериканський чемпіонат       | 1  |    | 1               |                   |        | 1             |
| 2018 | Кубок світу в Котбусі            |    |    | 2               |                   |        | 5             |
| 2019 | Кубок світу в Баку               |    |    | 1               |                   |        | 1             |
| 2019 | Кубок світу в Досі               |    |    | 1               |                   |        | 1             |
| 2019 | Чемпіонат США                    |    | 7  | 2               | 12                | 13     | 2             |
| 2019 | Табір відбору на чемпіонат світу |    | 5  | 2               | 9                 | 9      | 4             |
| 2019 | Чемпіонат світу                  | 1  |    | 2               |                   |        |               |
| 2020 | Кубок світу в Мельбурні          |    |    | 1               |                   |        | 1             |
| 2021 | Зимовий кубок                    |    |    | 2               | 6                 | 9      |               |
| 2021 | Чемпіонат США                    |    | 6  | 4               | 8                 | 11     | 8             |
| 2021 | Олімпійське випробовування       |    | 16 |                 |                   |        |               |
| 2021 | Олімпійські ігри                 |    | 8  | 8               |                   |        | 1             |
| 2022 | Чемпіонат NCAA                   |    | 4  | 10              | 2                 | 15     | 15            |
| 2022 | Чемпіонат США                    |    | 5  | 1               | 9                 | 7      | 2             |
| 2022 | Кубок виклику в Парижі           |    |    | 1               |                   | 2      |               |
| 2022 | Чемпіонат світу                  | 1  | 6  | 1               |                   |        | 3             |
| 2024 | Олімпійські ігри                 | 1  |    | 3               |                   |        |               |